# Deutsch-Sowjetischer Grenz- und Freundschaftsvertrag

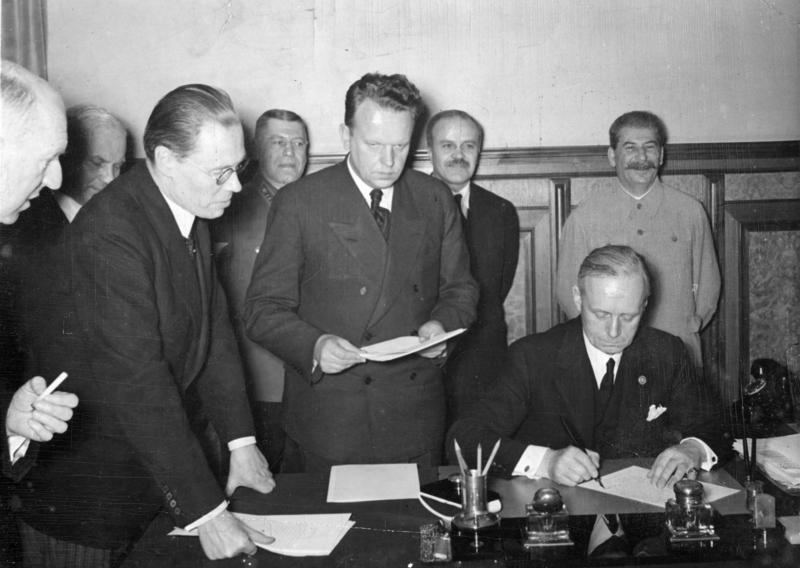
Unterzeichnung des Vertrags durch Ribbentrop. Im Hintergrund Stalin, Molotow und Schaposchnikow, vorn u. a. der Botschafter der Sowjetunion, A. A. Schkwarzew und Gustav Hilger.

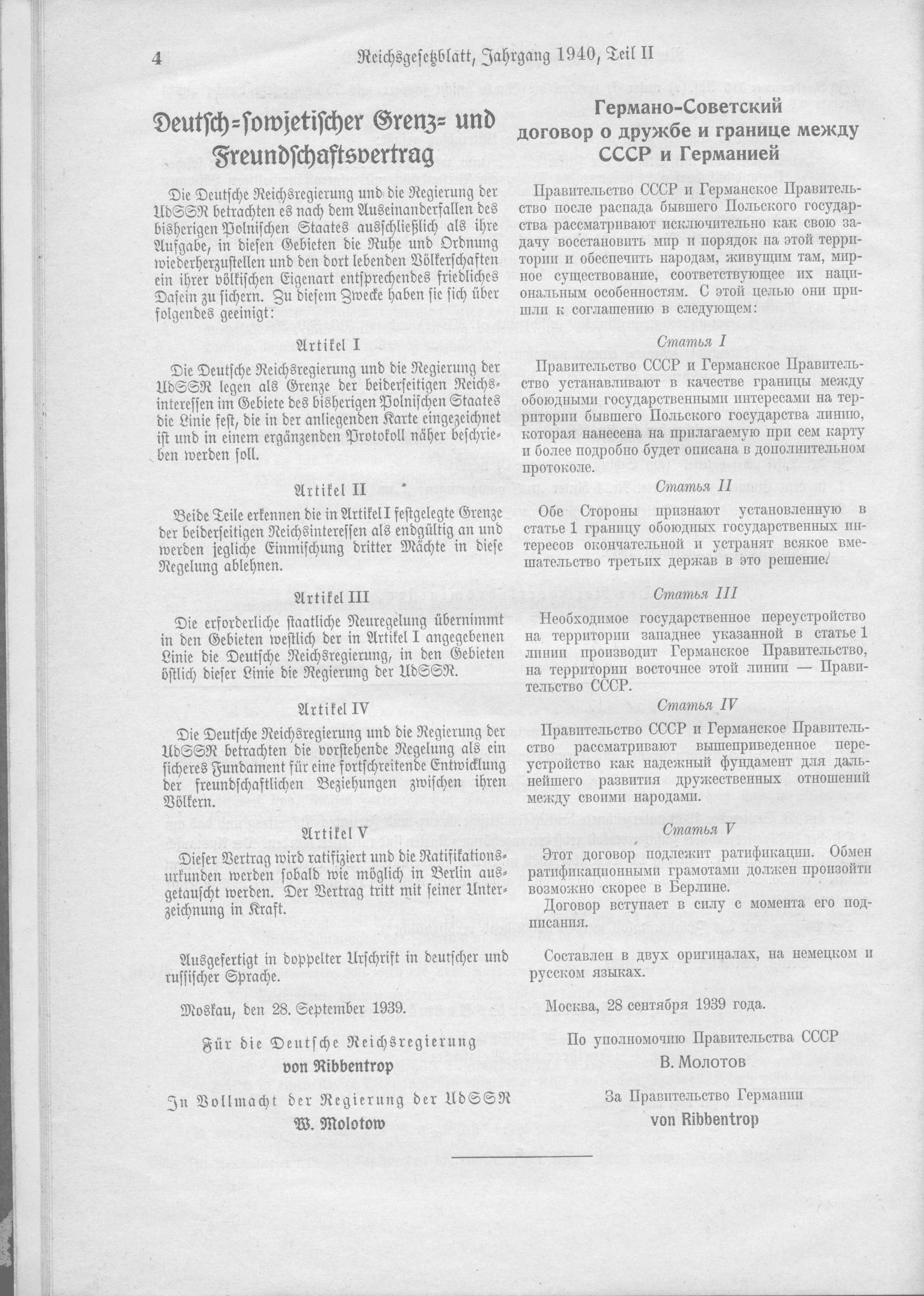
Bekanntmachung des Vertrages im Reichsgesetzblatt vom 5. Januar 1940

Der Deutsch-Sowjetische Grenz- und Freundschaftsvertrag stellt zusammen mit dem deutsch-sowjetischen Nichtangriffspakt vom 23. August 1939 die politischen Eckpfeiler des sogenannten Hitler-Stalin-Paktes dar und wurde am 28. September 1939 in Moskau zwischen dem deutschen Außenminister Joachim von Ribbentrop und dessen sowjetischem Amtskollegen Wjatscheslaw Molotow geschlossen.

## Vorgeschichte
Adolf Hitler hatte mit der Vorbereitung des Überfalls auf Polen bewusst einen Weltkrieg riskiert und mit der Sowjetunion kurz vor dem Überfall auf Polen einen Nichtangriffsvertrag abgeschlossen, der die Westmächte Frankreich und Großbritannien von einem Kriegseintritt abhalten und einen vorzeitigen Krieg mit der Sowjetunion vermeiden sollte. Im geheimen Teil des Vertrages, in dem u. a. die Teilung Polens zwischen dem Deutschen Reich und der Sowjetunion vereinbart worden war, war der Fortbestand eines Restpolens als Pufferstaat zwischen dem Deutschen Reich und der Sowjetunion und als mögliche Verhandlungsmasse für ein Arrangement mit den Westmächten offen gelassen worden.
Am 1. September 1939 griff Deutschland Polen an und forderte am 3. September die Sowjetunion auf, ebenfalls in den unabhängigen polnischen Staat einzumarschieren. Stalin und Molotow zögerten noch bis zum 17. September mit der Besetzung Ostpolens, um nicht die Rolle des Aggressors mit Hitler zu teilen, sondern in der Geschichtspropaganda als „Friedensmacht“ aufzutreten und um die Reaktionen Frankreichs und Großbritanniens abwarten zu können, welche eine Garantieerklärung für die territoriale Unversehrtheit Polens abgegeben hatten. Zwar erklärten Großbritannien und Frankreich am 3. September Deutschland den Krieg, gingen aber nicht offensiv vor. An der deutsch-französischen Grenze kam es daher nur zu einem sogenannten Sitzkrieg. Stalin schloss daraus, dass der sowjetische Einmarsch in Polen zu keinem Krieg mit den Westmächten führen würde. Molotow erklärte dem deutschen Botschafter Friedrich-Werner Graf von der Schulenburg mehrfach, dass es für die Sowjetunion zur „politischen Untermauerung“ des Vorgehens wichtig sei, erst loszuschlagen, wenn das politische Zentrum Polens, die Hauptstadt Warschau, gefallen ist. Molotow drängte daher Schulenburg, „so annähernd wie möglich mitzuteilen, wann mit Einnahme Warschaus zu rechnen ist.“ Die Sowjetunion wurde laut Claudia Weber nicht müde,  diplomatischen Druck auf das Deutsche Reich auszuüben, Warschau schnell einzunehmen. Daraufhin ließ die deutsche Regierung Gerüchte über einen Waffenstillstand mit Polen verbreiten. Dies nahm Stalin zum Anlass, die Vorbereitungen für den Einmarsch in Ostpolen zu beschleunigen, um nicht leer auszugehen. Die Invasion erfolgte kurz nach Unterzeichnung eines Waffenstillstands im Grenzkonflikt mit Japan und noch vor der Kapitulation Warschaus.
Nachdem Großbritannien und Frankreich in den Krieg eingetreten waren und deutsche Verhandlungsvorschläge zurückgewiesen hatten, reiste Ribbentrop Ende September 1939 ein zweites Mal nach Moskau. Den deutschen Ideen zu einem deutsch-sowjetischen Bündnis gegen England begegnete Josef Stalin aber unnachgiebig ablehnend. Am 25. September unterrichtete Stalin von Schulenburg, dass im Falle einer endgültigen Regelung der polnischen Frage alles zu vermeiden sei, was in der Zukunft zu Reibereien zwischen der Sowjetunion und Deutschland führen könne. Deshalb hielte er nicht für wünschenswert, ein unabhängiges „Restpolen“ fortbestehen zu lassen. Stalin äußerte dabei seine Bereitschaft, auf einen Teil der Wojewodschaften Warschau und Lublin bis zum Fluss Bug zugunsten des Deutschen Reiches zu verzichten wofür als Gegenleistung Litauen dem Interessenbereich der UdSSR angegliedert werden sollte. Dies wurde im Rahmen des Deutsch-Sowjetischer Grenz- und Freundschaftsvertrags wenig später auch so vereinbart. Vor dem Hintergrund des erwünschten antibritischen Bündnisses war es ein Misserfolg, dass es am 28. September nur zum Abschluss eines Grenz- und Freundschaftsvertrages kam, der zu einer neuen Festlegung der deutsch-sowjetischen Interessensgebiete in Osteuropa führte. Das mittlerweile von Deutschland und der Sowjetunion besetzte Polen wurde nach ethnographischen Prinzipien entlang der Curzon-Linie aufgeteilt.

## Vertragsinhalt

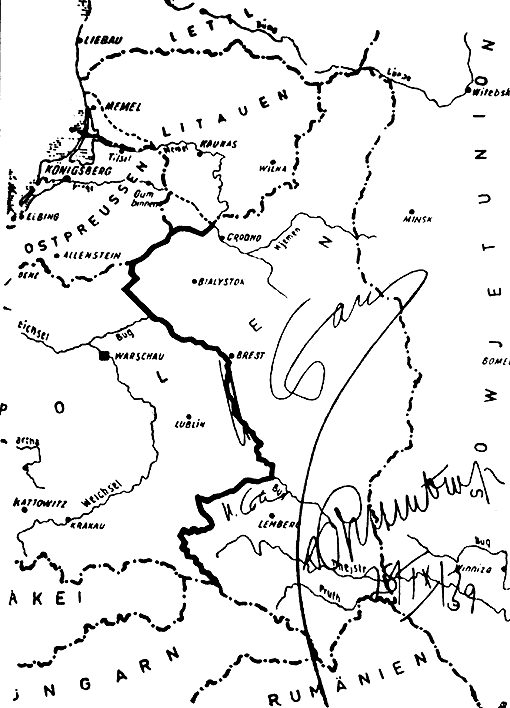
Karte vom 28. September 1939 mit den Unterschriften von Stalin und Ribbentrop. Die kleineren Unterschriften Stalins bezeichnen abgestimmte kleinere Veränderungen der Linie.

Zum deutsch-sowjetischen Grenz- und Freundschaftsvertrag gehörten:
1. Der Vertrag und das Zusatzprotokoll nebst den zugehörigen Karten
2. Geheimes Zusatzprotokoll zur Unterbindung polnischer Agitation
3. Geheimes Zusatzprotokoll, das Litauen dem sowjetischen Einflussbereich zuordnete
4. Gemeinsame Erklärung der beiden Regierungen
5. Vertrauliches Protokoll zur Übersiedlung von Reichs- und Volksdeutschen
6. Briefwechsel zur Erweiterung des Wirtschaftsverkehrs
7. Briefwechsel betreffs wirtschaftlicher Sonderwünsche

Diese Vereinbarungen wurden in drei geheimen (Zusatz-)Protokollen festgelegt. Im Nichtangriffspakt war die Frage der Erhaltung eines unabhängigen Rest- oder Rumpfpolens als Pufferstaat offen geblieben. Aufgrund des Kriegsverlaufs wurde die vollständige Teilung Polens (Vierte Teilung) beschlossen. Unter der (Schein-)Legitimation des ethnographischen Prinzips akzeptierte Stalin die Curzon-Linie als Grenze, was nach dem Bruch des Paktes durch Deutschland, den Weg zum Bündnis mit Großbritannien erleichterte.
Dem Deutschen Reich wurden dadurch die Woiwodschaft Lublin und Teile der Woiwodschaft Warschau zugeschlagen, die vorläufige Grenzlinie verlief dann entlang der Flüsse Pisa, Narew und San. Die genaue Grenzlinie wurde entsprechend im Zusatzprotokoll zwischen Deutschland und UdSSR vom 4. Oktober 1939 festgehalten.
Abweichend von der ursprünglich verabredeten Grenze der Interessengebiete wurde Litauen auf Wunsch Stalins der sowjetischen Interessensphäre zugerechnet. An Litauen selbst wurde auf deutschen Wunsch das damals umstrittenerweise polnisch besetzte Vilnius übergeben. (General Żeligowski hatte 1920 mit nichtöffentlicher Erlaubnis von Józef Piłsudski den südöstlichen Teil Litauens, ein Gebiet um Vilnius, das von ihm so benannte Mittellitauen erobert; dies geschah mit Berufung auf die vor der ersten Teilung bestehende Unia Lubelska. Die Bevölkerung von Vilnius war damals überwiegend polnisch. Nach der von Deutschland ab Mitte September 1939 geforderten Aufteilung Polens wäre das Wilnaer Gebiet an die UdSSR gefallen.) Für die deutsche Seite ergaben sich aus der ethnographischen Aufteilung nur Nachteile. Sie verzichteten auf die ukrainisch besiedelten ostpolnischen Gebiete mit Erdölvorkommen und auf das Interessengebiet Litauen mit seiner großen deutschen Minderheit.
Die Vertragsparteien verpflichteten sich des Weiteren darauf, in den beiden Teilen des besetzten Polen „keine polnische Agitation [zu] dulden, die auf die Gebiete des anderen Teiles hinüberwirkt“ („Geheimes Zusatzprotokoll II“ vom 28. September 1939). Außerdem wurde vereinbart, dass die deutschen Bevölkerungsgruppen aus der sowjetischen Interessensphäre, „sofern sie den Wunsch haben“, nach Deutschland umgesiedelt werden durften und dass die dafür Beauftragten der Reichsregierung diese Umsiedlung unter Billigung der Sowjetunion mit den „zuständigen örtlichen Behörden“ arrangieren würden. Ohne dass die Bevölkerungsgruppen spezifiziert wurden, bezog sich dies vor allem auf Bessarabiendeutsche, Deutsch-Balten und Bukowinadeutsche. Eine sinngemäße Verpflichtung übernahm die Reichsregierung für die in „ihren Interessengebieten ansässigen Personen ukrainischer oder weißrussischer Abstammung“ („Vertrauliches Protokoll“ vom 28. September 1939).
Der Vertrag trat nach Artikel V mit dem Tag seiner Unterzeichnung am 28. September in Kraft, das dazugehörende (öffentliche) Zusatzprotokoll – auf welches Artikel I verweist – nach dessen Abschnitt III erst mit Unterzeichnung am 4. Oktober 1939. Beides wurde zusammen mit den zugehörigen Karten am 15. Dezember 1939 ratifiziert.
In der Literatur werden Bestimmungen der Zusatzprotokolle dieses deutsch-sowjetischen Grenz- und Freundschaftsvertrags häufig fälschlich als Bestimmungen des ursprünglichen Hitler-Stalin-Paktes vom 23. August ausgewiesen. Dies gilt insbesondere für die Zuordnung Litauens zur sowjetischen Einflusssphäre und für die vereinbarten Umsiedlungen.

## Deutsch-Sowjetischer Krieg
Am 22. Juni 1941 überfiel Deutschland die Sowjetunion. Hitler behauptete am gleichen Tag, dass die Sowjetunion den Vertrag mehrfach gebrochen hätte und gemeinsam mit Großbritannien einen Angriff auf Deutschland vorbereite, dem er zuvor kommen müsse. Mit dem Deutsch-Sowjetischen Krieg wurde die Sowjetunion zum wichtigsten Verbündeten der Westalliierten. Angesichts des schnellen deutschen Vormarschs zeigte sich Stalin im Verhältnis zu Polen kompromissbereit. Er kündigte an, die internierten Polen freizulassen, um sich zu eigenen Militäreinheiten unter General Władysław Anders zu formieren. Den Grenzverlauf für die Nachkriegszeit ließ Stalin offen. Unter britischem Druck unterzeichnete am 30. Juli 1941 der Ministerpräsident der polnischen Exilregierung mit dem sowjetischen Botschafter in London das Sikorski-Maiski-Abkommen. Darin erkannte die Sowjetunion an, dass die deutsch-sowjetischen Verträge „betreffend die territorialen Änderungen in Polen außer Kraft getreten sind“. Es legte die Wiederaufnahme der diplomatischen Beziehungen und die Aufstellung einer polnischen Armee in der Sowjetunion fest, nicht aber die Anerkennung der polnischen Ostgrenze. Die Mitglieder der polnischen Exilregierung lehnten daher Inhalt und Zeitpunkt des Abkommens ab. Der Exilpräsident Władysław Raczkiewicz verweigerte die Unterschrift und von den Ministern trat beinahe jeder zweite zurück.